# Pamphilius gyllenhali
Pamphilius gyllenhali är en stekelart som först beskrevs av Anders Gustav Dahlbom 1835.  Pamphilius gyllenhali ingår i släktet Pamphilius, och familjen spinnarsteklar. Arten är reproducerande i Sverige.